# Kodeks 0116
Kodeks 0116 (Gregory-Aland no. 0116) ε 58 (Soden) – grecki kodeks uncjalny Nowego Testamentu na pergaminie, paleograficznie datowany na VIII wiek. Jest palimpsestem, zawiera marginalia i był przystosowany do czytań liturgicznych. Rękopis przechowywany jest w Biblioteca nazionale Vittorio Emanuele III (II C 15) w Neapolu.

## Opis
Do dziś zachowało się 14 kart kodeksu (26 na 20 cm) z tekstem Ewangelii Mateusza (19,14-28; 20,23-21,2; 26,52-27,1); Ewangelii Marka (13,21-14,67) i Ewangelii Łukasza (3,1-4,20). Tekst pisany jest w dwóch kolumnach na stronę, 25 linijek w kolumnie. Litery mają prostokątny kształt i są pochylone są w prawo.
Tekst dzielony jest według krótkich sekcji Ammoniusza, brak jednak odniesień do kanonów Euzebiusza. Na marginesie zawiera noty do czytań liturgicznych.

## Tekst
Tekst kodeksu reprezentuje bizantyńską tradycję tekstualną. Kurt Aland zaklasyfikował go do kategorii V rękopisów Nowego Testamentu.

## Historia
W XIV wieku tekst kodeksu został starty i zapisany nowym tekstem - Typicum. Tekst dolny kodeksu był badany przez Griesbacha oraz Scholza. Griesbach oznaczył go siglum R.
W roku 1843 pergamin rękopisu poddany został obróbce chemicznej, co ułatwiło Tischendorfowi odczytanie i skolacjonowanie jego treści. W 1859 Tischendorf zmienił oznaczenie kodeksu na Wb, gdyż siglum R było nadane już dla Kodeksu Nitryjskiego. Tischendorf podejrzewał, że oryginalny rękopis był lekcjonarzem Nowego Testamentu.
Caspar René Gregory datował kodeks na wiek VIII lub IX, natomiast Aland na wiek VIII i tak datuje go obecnie INTF. W 1908 roku Gregory nadał mu siglum 0116.